# Peruvesi
Peruvesi är en sjö i Finland. Den ligger i kommunen Pertunmaa i landskapet Södra Savolax, i den södra delen av landet, 170 km nordost om huvudstaden Helsingfors. Peruvesi ligger 104 meter över havet. Den är 23 meter djup. Arean är 16,09 kvadratkilometer och strandlinjen är 58,59 kilometer lång. Sjön  ingår i Kymmene älvs huvudavrinningsområde.   I omgivningarna runt Peruvesi växer i huvudsak blandskog. Den sträcker sig 9,9 kilometer i nord-sydlig riktning, och 6,0 kilometer i öst-västlig riktning.
I övrigt finns följande i Peruvesi:
- Kaijansaari (en ö)
- Talassaari (en ö)
- Risuset (en ö)
- Korkiasaari (en ö)
- Honkasaari (en ö)
- Konnesaari (en ö)
- Tillinsaari (en ö)
- Kalliosaari (en ö)
- Pöylinsaari (en ö)
- Harrisaari (en ö)
- Niisaari (en ö)
- Nuottisaaret (en ö)
- Heinäinensaari (en ö)
- Luusaari (en ö)
- Hintosaari (en ö)
- Hiekkopakka (en ö)
- Lapinsaaret (en ö)

Följande samhällen ligger vid Peruvesi:
- Pertunmaa (2 089 invånare)